# Gouden Oog (filmprijs)
Het Gouden Oog (Duits: Goldene Auge; Engels: Golden Eye) is een filmprijs die sinds 2005 jaarlijks wordt uitgereikt op het Filmfestival van Zürich.

## Secties
Gouden Ogen worden uitgereikt in de volgende competitiesecties: 
- (Internationaler) Spielfilm
- (Internationaler) Dokumentarfilm
- Fokus: Schweiz, Deutschland and Österreich, dat zich richtte op deze drie productielanden (van 2014 tot 2023)

## Prijswinnaars
| Jaar | Prijs                                           | Film                                                     | Regisseur                                     | Land                                                 |
| ---- | ----------------------------------------------- | -------------------------------------------------------- | --------------------------------------------- | ---------------------------------------------------- |
| 2024 | Spielfilm                                       | On Becoming a Guinea Fowl                                | Rungano Nyoni                                 | Verenigd Koninkrijk Ierland Zambia                   |
| 2024 | Dokumentarfilm                                  | Black Box Diaries                                        | Shiori Itō                                    | Japan Verenigde Staten Verenigd Koninkrijk           |
| 2023 | Spielfilm                                       | Hesitation Wound                                         | Selman Nacar                                  | Turkije Spanje Roemenië Frankrijk                    |
| 2023 | Dokumentarfilm                                  | In The Rearview                                          | Maciek Hamela                                 | Polen Frankrijk Oekraïne                             |
| 2023 | Fokus                                           | Hollywoodgate                                            | Ibrahim Nash’at                               | Duitsland Verenigde Staten                           |
| 2022 | Spielfilm                                       | Los reyes del mundo                                      | Laura Mora                                    | Colombia Spanje Noorwegen Luxemburg Mexico Frankrijk |
| 2022 | Dokumentarfilm                                  | Sam Now                                                  | Reed Harkness                                 | Verenigde Staten                                     |
| 2022 | Fokus                                           | Cascadeuses (Stuntwomen)                                 | Elena Avdija                                  | Zwitserland Frankrijk                                |
| 2021 | Spielfilm                                       | A Chiara                                                 | Jonas Carpignano                              | Italië                                               |
| 2021 | Dokumentarfilm                                  | Life of Ivanna (Zhizn Ivanny)                            | Renato Borrao Serrano                         | Rusland                                              |
| 2021 | Fokus                                           | La Mif (The Fam)                                         | Fred Baillif                                  | Zwitserland                                          |
| 2020 | Spielfilm                                       | Sin señas particulares                                   | Fernanda Valadez                              | Mexico Spanje                                        |
| 2020 | Dokumentarfilm                                  | Time                                                     | Garrett Bradley                               | Verenigde Staten                                     |
| 2020 | Fokus                                           | Hochwald                                                 | Evi Romen                                     | Oostenrijk                                           |
| 2019 | Internationaler Spielfilm                       | Sound of Metal                                           | Darius Marder                                 | Verenigde Staten                                     |
| 2019 | Internationaler Dokumentarfilm                  | Collective                                               | Alexander Nanau                               | Roemenië Luxemburg                                   |
| 2019 | Fokus                                           | Systemsprenger                                           | Nora Fingscheidt                              | Duitsland                                            |
| 2018 | Internationaler Spielfilm                       | Girl                                                     | Lukas Dhont                                   | België Nederland                                     |
| 2018 | Internationaler Dokumentarfilm                  | Heartbound                                               | Janus Metz, Sine Plambech                     | Denemarken Zweden Nederland                          |
| 2018 | Fokus                                           | L'Animale                                                | Katharina Mückstein                           | Oostenrijk                                           |
| 2017 | Internationaler Spielfilm                       | Pop Aye                                                  | Kirsten Tan                                   | Singapore                                            |
| 2017 | Internationaler Dokumentarfilm                  | Machines                                                 | Rahul Jain                                    | India                                                |
| 2017 | Fokus                                           | Blue My Mind                                             | Lisa Brühlmann                                | Zwitserland                                          |
| 2016 | Internationaler Spielfilm                       | Hymyilevä mies The Happiest Day In The Life Of Olli Mäki | Juho Kuosmanen                                | Finland                                              |
| 2016 | Internationaler Dokumentarfilm                  | Madame B, histoire d’une Nord-Coréenne                   | Jero Yun                                      | Frankrijk Zuid-Korea                                 |
| 2016 | Fokus                                           | Stille Reserven                                          | Valentin Hitz                                 | Oostenrijk                                           |
| 2015 | Internationaler Spielfilm                       | Hrútar (Rams)                                            | Grímur Hákonarson                             | IJsland                                              |
| 2015 | Internationaler Dokumentarfilm                  | Los reyes del pueblo que no existe                       | Betzabé García                                | Mexico                                               |
| 2015 | Fokus                                           | Thank You for Bombing                                    | Barbara Eder                                  | Oostenrijk                                           |
| 2014 | Internationaler Spielfilm                       | Una noche sin luna                                       | Germán Tejeira                                | Uruguay                                              |
| 2014 | Internationaler Dokumentarfilm                  | Toto and his sisters                                     | Alexander Nanau                               | Roemenië                                             |
| 2014 | Fokus                                           | Children of the Arctic                                   | Nick Brandestini                              | Zwitserland                                          |
| 2013 | Internationaler Spielfilm                       | La jaula de oro                                          | Diego Quemada-Díez                            | Mexico Spanje Guatemala                              |
| 2013 | Internationaler Dokumentarfilm                  | Lej en familie A/S/                                      | Kaspar Astrup Schroeder                       | Denemarken                                           |
| 2013 | Deutschsprachiger Spielfilm                     | Finsterworld                                             | Frauke Finsterwalder                          | Duitsland                                            |
| 2013 | Dokumentarfilm Deutschland, Österreich, Schweiz | Neuland                                                  | Anna Thommen                                  | Zwitserland                                          |
| 2012 | Internationaler Spielfilm                       | Broken                                                   | Rufus Norris                                  | Verenigd Koninkrijk                                  |
| 2012 | Internationaler Dokumentarfilm                  | The Imposter                                             | Bart Layton                                   | Verenigde Staten                                     |
| 2012 | Deutschsprachiger Spielfilm                     | Am Himmel der Tag                                        | Pola Beck                                     | Duitsland                                            |
| 2012 | Deutschsprachiger Dokumentarfilm                | Der Prozess                                              | Gerald Igor Hauzenberger                      | Oostenrijk                                           |
| 2011 | Internationaler Spielfilm                       | Take Shelter                                             | Jeff Nichols                                  | Verenigde Staten                                     |
| 2011 | Internationaler Dokumentarfilm                  | Buck                                                     | Cindy Meehl                                   | Verenigde Staten                                     |
| 2011 | Deutschsprachiger Spielfilm                     | Atmen                                                    | Karl Markovics                                | Oostenrijk                                           |
| 2011 | Deutschsprachiger Dokumentarfilm                | Darwin                                                   | Nick Brandestini                              | Zwitserland                                          |
| 2010 | Internationaler Spielfilm                       | The Woman with a Broken Nose                             | Srdjan Koljevic                               | Servië                                               |
| 2010 | Internationaler Dokumentarfilm                  | Camp Armadillo                                           | Janus Metz                                    | Denemarken                                           |
| 2010 | Deutschsprachiger Spielfilm                     | Das Lied in mir                                          | Florian Cossen                                | Duitsland                                            |
| 2009 | Internationaler Spielfilm                       | Wolfy                                                    | Vasilij Sigarev                               | Rusland                                              |
| 2009 | Internationaler Dokumentarfilm                  | The Sound After the Storm                                | Patrik Soergel, Ryan Fenson-Hood, Sven O.Hill | Verenigde Staten                                     |
| 2009 | Deutschsprachiger Spielfilm                     | 66/67 – Fairplay war gestern                             | Carsten Ludwig, Jan-Christoph Glaser          | Duitsland                                            |
| 2008 | Debütspielfilm                                  | For a Moment, Freedom                                    | Arash T. Riahi                                | Duitsland Turkije                                    |
| 2008 | Nachwuchsspielfilm                              | Tulpan                                                   | Sergei Dworzewoi                              | Duitsland Kazachstan Polen Rusland Zwitserland       |
| 2008 | Nachwuchsdokumentarfilm                         | Blind Loves                                              | Juraj Lehotský                                | Slowakije                                            |
| 2007 | Debütspielfilm                                  | Chapter 27 – Die Ermordung des John Lennon               | Jarrett Schaefer                              | Verenigde Staten                                     |
| 2007 | Nachwuchsspielfilm                              | Bikur Hatizmoret                                         | Eran Kolirin                                  | Israël Frankrijk                                     |
| 2007 | Nachwuchsdokumentarfilm                         | Running With Arnold                                      | Dan Cox                                       | Verenigde Staten                                     |
| 2006 | Debütspielfilm                                  | Omaret Yacoubian                                         | Marwan Hamed                                  | Egypte                                               |
| 2006 | Nachwuchsspielfilm                              | Shortbus                                                 | John Cameron Mitchell                         | Verenigde Staten                                     |
| 2006 | Nachwuchsdokumentarfilm                         | Hammer & Tickle – The Communist Joke Book                | Ben Lewis                                     | Verenigde Staten                                     |
| 2005 | Debütspielfilm                                  | The Italian                                              | Andrei Kravtsjoek                             | Rusland                                              |